# Huétor Vega
Huétor Vega ist eine Gemeinde in der Provinz Granada im Südosten Spaniens mit 12.294 Einwohnern (Stand: 2024). Die Gemeinde liegt im zentralen Teil der Vega de Granada, ca. 4 km vom Zentrum der Hauptstadt Granada entfernt und grenzt im Südosten an diese. Sie grenzt auch die Gemeinden Cenes de la Vega, Monachil, Cájar und La Zubia.
Die Stadt liegt zwischen den Ufern des Flusses Monachil und der Hauptstadt Granada, in den Ausläufern der Sierra Nevada. Die wirtschaftliche Hauptaktivität bildet die Hotellerie und Gastronomie mit berühmten Steakhäusern, die Landwirtschaft, hauptsächlich Weinanbau und die Viehzucht. Huétor Vega dient als Zweitwohnsitz für einige der Bewohner der Provinzhauptstadt oder als Schlafstadt aufgrund der Nähe und Erreichbarkeit durch die Ronda Sur von Granada.
Zu den begehrtesten gastronomischen Produkten gehören der berühmte Huétor-Wein, grüne Bohnen mit Schinken und Blutwurst, die man in den vielen Restaurants der Gemeinde probieren kann.
Das Patronatsfest wird am 16. August zu Ehren des Schutzpatrons San Roque gefeiert.